# Немонте Ненкімо
Немонте Ненкімо — активістка корінного населення та член нації ваорані з амазонського регіону Еквадору. Вона є першою жінкою-президентом Waorani of Pastaza (CONCONAWEP) і співзасновницею некомерційної організації Ceibo Alliance, очолюваної корінними народами. У 2020 році вона була внесена до списку 100 найвпливовіших людей світу Time 100, єдина жінка з корінного населення в списку і друга еквадорка, яка коли-небудь була названа в історії. На знак визнання її роботи у 2020 році Програма ООН з навколишнього середовища присудила їй нагороду «Чемпіони Землі» в категорії «Натхнення та дія».
Ненкімо була позивачкою у судовому процесі проти уряду Еквадору, який завершився рішенням у 2019 році, яке захищає півмільйона акрів землі предків Ваорані в тропічних лісах Амазонки від видобутку нафти.

## Рання життя і кар'єра
Ненкімо народився в громаді Немомпаре в 1985 році в регіоні Пастаза в еквадорській Амазонії. Вона є членом нації мисливців-збирачів ваорані.
У 2015 році Ненкімо стала співзасновницею Ceibo Alliance, некомерційної організації, очолюваної корінними народами, щоб захистити землі корінного населення від видобутку ресурсів. Вона була обрана першою жінкою-президентом організації Ваорані провінції Пастаза (CONCONAWEP) у 2018 році.

## Любов до своєї землі
Ненкімо висловила любов до своєї землі з покоління в покоління. Її громада, нація ваорані, була вперше колонізована в 1958 році християнськими місіонерами. Незабаром у 1960-х роках уряд Еквадору, керований нафтою, почав будувати дороги та знищувати їхні ліси. Уряд також розділив землі Ваорані, які будуть виставлені на аукціон для видобутку нафти. Від цього постраждала більша частина еквадорської Амазонки, шість блоків землі, що належали Ваорані, було продано на аукціоні нафтовим компаніям. Один з цих кварталів — Немомпаре, місце народження Ненкімо. В результаті народ ваорані був змушений переселитися далі в ліс, щоб залишитися незалежним від зовнішнього світу.
Немонте Ненкімо каже, що її люди відчули наслідки зміни клімату задовго до того, як це стало масовою розмовою. Вона також заявила, що абуели (старі жінки ваорані) надали їй знання та пристрасть боротися за зміни.

## Рішення суду від 2019 року

Розташування національного парку Ясуні та землі Ваорані в Еквадорі

Амазонські тропічні ліси Еквадору є домом для багатьох корінних народів. Багато тубільців часто стверджують, що уряд ігнорує їхні права, доступ до своєї землі та здатність приймати рішення. В результаті, як частина CONCONAWEP (Координаційна рада національності ваорані Еквадору-Пастаза), Ненкімо спільно з омбудсменами Еквадору подала позов проти уряду Еквадору. Ненкімо була позивачкою у позові, чиє рішення у 2019 році колегії з трьох суддів провінційного суду Пастаза захищає півмільйона акрів тропічних лісів Амазонки в Еквадорі від нафтового буріння. Вирок про те, що уряд Еквадору має брати участь у процесі вільної, попередньої та усвідомленої згоди відповідно до стандартів міжнародного права та Конституційного суду Еквадору перед тим, як продавати землю на аукціоні, є правовим прецедентом для інших корінних націй, щоб протидіяти видобутку ресурсів на території корінного населення.
У квітні 2019 року в Пуйо, регіональній столиці східної провінції Пастаза, пройшов парад сотень людей ваорані. Багато пройшли великі відстані, щоб відвідати.

## Поточна робота
Немонте Ненкімо разом зі своїм чоловіком Мітчем Андерсоном (засновником Amazon Frontlines) збирається опублікувати книгу Ми не будемо врятовані (We Will Not Be Saved) у березні 2023 року. У цих мемуарах вона протистоїть расистським уявленням корінного населення, занурившись в усну історію, щоб продемонструвати не лише історію свого життя, а й історію Амазонки.

## Нагороди
У 2020 році вона увійшла до списку Time 100, єдина жінка з корінного населення того року і одна з перших амазонок, яких коли-небудь було названо. Вона також увійшла до списку 100 жінок BBC, оголошеного 23 листопада 2020 року. У 2020 році Ненкімо була одним із шести екологічних лідерів та лідерок, які були нагороджені екологічною премією Goldman.